# Come from Away
Come from Away és un musical canadenc amb llibret, música i lletres d'Irene Sankoff i David Hein. Està ambientada la setmana següent als atacs de l'11 de setembre i explica la història real del que va succeir quan es va ordenar que 38 avions aterressin inesperadament a la petita ciutat de Gander, a la província de Terranova i Labrador, Canadà, en el marc de l'Operació Yellow Ribbon. Els personatges del musical es basen (i en la majoria dels casos comparteixen el nom de) residents reals de Gander, així com alguns dels 7.000 viatgers encallats que allotjaven i alimentaven.
El musical ha estat rebut pel públic i la crítica com un record catàrtic de la capacitat de bondat humana fins i tot en els moments més foscos i del triomf de la humanitat sobre l'odi.
Després del taller el 2012 i produir-se per primera vegada al Sheridan College d'Oakville, Ontario, el 2013, va arribar a tenir rècords d'estada al La Jolla Playhouse de San Diego, Califòrnia i al Seattle Repertory Theatre el 2015, al Ford's. Theatre a Washington, DC i el Royal Alexandra Theatre de Toronto el 2016. Es va estrenar a Broadway al Gerald Schoenfeld Theatre el 12 de març de 2017 i es va convertir en un èxit de crítica i de taquilla. A l'octubre de 2018 es va convertir en el musical canadenc de més llarga durada en la història de Broadway, superant el rècord anterior de 674 funcions de The Drowsy Chaperone.
El musical es va estrenar al The Abbey Theatre de Dublín (Irlanda) el desembre del 2018 i després es va transferir al Phoenix Theatre del West End el febrer del 2019.
A la 71a edició dels premis Tony del 2017, el musical va ser nominat a set premis, inclosos el de millor musical, el millor llibret, la millor banda sonora i la millor actriu de repartiment en un musical per a Jenn Colella, guanyador el de la Millor direcció de musical per Christopher Ashley.

## Història
La idea de l'espectacle va ser concebuda per primera vegada per Michael Rubinoff, advocat de Toronto  productor teatral i degà associat d'Arts Visuals i Escèniques al Sheridan College d'Oakville. Després d'acostar-se a diversos equips d'escriptura sobre el projecte, Rubinoff va atreure a Irene Sankoff i David Hein, el treball dels quals va conèixer pel seu musical de 2009 My Mother's Lesbian Jewish Wiccan Wedding, que va ser un èxit al Toronto Fringe Festival i que després va escollir a càrrec de Mirvish Productions.
El 2011, Sankoff i Hein van visitar Gander en el desè aniversari dels atacs per entrevistar locals i passatgers de tornada. La parella va traduir algunes històries directament al musical mentre que altres es van fusionar amb finalitats històriques. Rubinoff va utilitzar el seu guió inicial per produir una versió de taller de 45 minuts per al Canadian Music Theatre Project, que forma part del Sheridan College Music Theatre Performance Program, el 2012. El taller va tenir prou èxit que Rubinoff va convidar Sankoff i Hein a acabar d'escriure'l per a un producció completa a Sheridan el 2013, com a part de la temporada teatral habitual de la universitat. La producció completa, dirigida per Brian Hill, va ser un èxit artístic, però Rubinoff no va ser capaç d'atraure un productor canadenc per al seu desenvolupament.
Mentrestant, Goodspeed Musicals d'East Haddam, Connecticut, va incloure l'espectacle al seu programa de tallers. L' Aliança Nacional per al Teatre Musical de Nova York el va seleccionar com a presentació d'aparador a la tardor del 2013, on una actuació, dirigida també per Brian Hill, va fer que Junkyard Dog Productions, la productora de Memphis i First Date, optés per l'espectacle.

### Produccions
| Producció             | Localització                                                                                          | Primera prèvia           | Nit d'estrena              | Nit de cloenda             | Notes |
| --------------------- | --- | ------------------------ | -------------------------- | -------------------------- | --- |
| San Diego             | La Jolla Playhouse                                                                                    | 29 de maig de 2015       | 13 de juny de 2015         | 12 de juliol de 2015       | Producció de debut. Gira de proves. |
| Seattle               | Seattle Repertory Theatre                                                                             | 13 de novembre de 2015   | 18 de novembre de 2015     | 20 de desembre de 2015     | Segona prova. |
| Washington D.C.       | Ford's Theatre                                                                                        | de setembre de 2, 2016   | de setembre de 8, 2016     | d'octubre de 9, 2016       | Tercera prova |
| Gander                | Steele Community Centre                                                                               | N/A                      | 29 d'octubre de 2016       | 29 d'octubre de 2016       | Versió concert prèvia a Broadway |
| Toronto               | Royal Alexandra Theatre                                                                               | 15 de novembre de 2016   | 24 de novembre de 24, 2016 | de gener de 8, 2017        | Quarta prova. |
| Broadway (New York)   | Gerald Schoenfeld Theatre                                                                             | 18 de febrer de 2017     | 12 de març de 2017         | Actualment en funcionament | Primer gran producció |
| Canada                | First venue: Royal Manitoba Theatre Centre Winnipeg. Current venue: Royal Alexandra Theatre, Toronto. | de gener de 4, 2018      | de gener de 11, 2018       | Actualment en funcionament | - Royal MTC, Winnipeg: 4 de gener - 3 de febrer de 2018 - Royal Alexandra Theatre, Toronto: 13 de febrer de 2018 – 20 de gener de 2019 - Holy Heart Theatre, Newfoundland: 23–27de gener de 2019 (Concert Version) - Elgin Theatre, Toronto: 5 de febrer de 2019 – 1 de desembre de 2019 - Royal Alexandra Theatre, Toronto: 13 de desembre de 2019 – present |
| Gira per Estats Units | First venue: Capitol Theatre, Yakima, WA                                                              | 5 d'octubre de 2018      | 14 d'octubre de 2018       | Actualment en funcionament | |
| Dublin                | Abbey Theatre                                                                                         | 6 de desembre de 6, 2018 | 11 de desembre de 2018     | 19 de gener de 2019        | Transferit a Londres |
| West End              | Phoenix Theatre                                                                                       | 31 de gener de 2019      | 18 de febrer de 2019       | Actualment en funcionament | |
| Melbourne             | Comedy Theatre                                                                                        | 3 de juliol de 2019      | 20 de juliol de 2019       | 15 de març de 2020         | La producció australiana se suposava que havia de fer gira per Xina el 2020, però es va haver de posposar al 2022 a causa de la pandèmia per coronavirus de 2019-2020. Està previst que vagi a Sidney el juny de 2021 . |

La primera producció professional va ser una col·laboració de La Jolla Playhouse i el Seattle Repertory Theatre el 2015. L'obra havia estès llançaments a cada lloc. El musical es va estrenar a La Jolla Playhouse el juny del 2015, dirigit per Christopher Ashley i amb Joel Hatch com a alcalde de Gander, Jenn Colella com a Beverley, pilot i Chad Kimball com a Kevin A Seattle, va batre tots els rècords de taquilla (inclòs l'espectacle amb més ingressos i el dia de venda d'entrades més gran) al Seattle Repertory Theatre.
Després de les seves actuacions a San Diego i Seattle, l'espectacle va complir compromisos de la gira de proves fora de la ciutat al Ford's Theatre de Washington, DC, del 2 de setembre de 2016 al 9 d'octubre de 2016, i després al Royal Alexandra Teatre a Toronto, Ontario, del 15 de novembre de 2016 al 8 de gener de 2017. Tota la producció de Toronto va esgotar entrades durant la seva segona setmana de representacions. La venda d'entrades de l'espectacle va establir un rècord per al Royal Alex Theatre, de 109 anys, que va vendre entrades d'1,7 milions de dòlars en una sola setmana. L'espectacle no es va poder ampliar a causa del seu compromís a Broadway, però, com a conseqüència de la forta demanda, Mirvish Productions va anunciar el 2 de desembre de 2016 que afegiria quatre seients addicionals i 12 llocs d'estacionament durant la durada del espectacle. També es va afegir un espectacle addicional el vespre del 18 de desembre de 2016.
El musical es va estrenar a Broadway el 18 de febrer de 2017 i es va estrenar oficialment el 12 de març de 2017 al Gerald Schoenfeld Theatre. L'espectacle ha estat representat per al públic que només es troba a la sala d'estar. La direcció és de Christopher Ashley, la coreografia de Kelly Devine, el disseny escènic de Beowulf Boritt, el vestuari de Toni-Leslie James, el disseny d'il·luminació de Howell Binkley, el disseny de so de Gareth Owen i la direcció musical d'Ian Eisendrath. L'actuació del 15 de març de 2017 a Broadway va comptar amb la presència del primer ministre Justin Trudeau (que es va dirigir al públic abans de l'espectacle), altres polítics federals canadencs actuals i antics i polítics provincials de Terranova i Labrador, l'ambaixador dels EUA a les Nacions Unides Nikki Haley i Ivanka Trump.
A partir del 12 de març de 2020, l'espectacle va suspendre la producció a causa de la pandèmia del COVID-19. La producció del programa quedarà suspesa fins al 3 de gener de 2021 com a molt aviat.
Una altra producció canadenca obert en una, de quatre setmanes amb entrades esgotades va funcionar a Winnipeg al Teatre Real Centre de Manitoba el gener de 2018. La producció va començar actuacions al Royal Alexandra Theatre en Toronto el 13 de febrer de 2018. La producció va recuperar la seva capitalització completa en 14 setmanes. A causa de la demanda continuada, l'espectacle es va traslladar al proper teatre Elgin el 5 de febrer de 2019, després de finalitzar el seu funcionament al Royal Alexandra Theatre el 20 de gener de 2019. Durant el parèntesi, el repartiment va realitzar vuit concerts benèfics de l'espectacle. al Holy Heart Theatre de St. John's, Terranova i Labrador. La recaptació neta de les representacions es va donar a Gander, Gambo, Appleton, Lewisporte, Norris Arm i Glenwood, les sis ciutats que van acollir els 7.000 viatgers. A més, els diners també es van destinar a la Societat d'Autisme de Terranova i Labrador i a la Community Food Sharing Association. Segons David Mirvish, la producció es va haver de traslladar al teatre Elgin per donar cabuda a la producció canadenca de Dear Evan Hansen, a la qual es va prometre el Royal Alexandra Theatre. El 3 de juliol de 2019, després del tancament de la producció canadenca de Dear Evan Hansen, es va anunciar que Come from Away es tornarà a traslladar al teatre Royal Alexandra el 13 de desembre de 2019. La producció es tancarà al teatre Elgin l'1 de desembre de 2019 per tal de facilitar el trasllat.
El musical va iniciar la seva gira nord-americana per més de 50 ciutats l'octubre de 2018 al 5th Avenue Theatre de Seattle, Washington.
El musical es va presentar a l'Abbey Theatre de Dublín, des de desembre de 2018 fins a gener de 2019, abans de traslladar-se al Phoenix Theatre del West End de londinenc a partir del 30 de gener de 2019, amb un repartiment britànic.
Una producció australiana va obrir-se al Comedy Theatre de Melbourne el juliol de 2019. La companyia australiana farà una gira per la Xina, començant a Pequín del 23 al 26 d'abril de 2020. Després s'aturarà a Nanjing, Xangai, Chengdu, Shenzhen i un hi ha més ubicació encara per anomenar. Després que la producció australiana acabi la seva gira per la Xina, es traslladarà a Sydney ; el repartiment confia que el China Tour seria cancel·lat o posposat si hi hagués perill pel SARS-CoV-2. El 2 de març de 2020, es va anunciar que les parades de Pequín i Nanjing serien cancel·lades probablement a causa del SARS-CoV-2. Aleshores, el 9 de març de 2020, es va anunciar que la gira xinesa s'ajornaria fins al 2022.
Hi haurà una producció en castellà al Teatro Maipo de Buenos Aires, Argentina. L'estrena nòrdica del musical tindrà lloc el 26 de setembre de 2020 a Norrköping, Suècia, en una producció d'Östgötateatern.

## Sinopsi
El matí de l'11 de setembre del 2001, els habitants de Gander (inclosos l'alcalde Claude, l'agent de policia Oz, el mestre Beulah, el treballador de l'SPCA, Bonnie i altres) descriuen la vida a Terranova i com van conèixer els  atacs terroristes que van tenir lloc a Ciutat de Nova York, Washington, DC i Shanksville, Pennsilvània ("Welcome to the Rock").
Els atacs fan que es tanqui l'espai aeri dels EUA, cosa que va obligar a desviar 38 avions internacionals i aterrar inesperadament a l'aeroport de Gander, duplicant la població de la petita ciutat de Terranova, que no està equipada per a l'afluència de viatgers encallats ("38 Planes"). Els habitants de Gander es posen en acció i es preparen per allotjar, alimentar, vestir i reconfortar els prop de 7.000 passatgers (juntament amb 19 animals carregats) ("Blankets and Bedding"). Mentrestant, als pilots, auxiliars de vol i passatgers no se'ls permet inicialment sortir dels avions, cosa que els obliga a tractar informació confusa i conflictiva sobre el que ha passat i per què es van posar a terra de sobte ("28 Hours / Wherever We Are").
Un cop alliberats dels avions i traslladats a diversos refugis d'emergència a Gander i als seus voltants ("Darkness and Trees"), els passatgers i la tripulació observen les repeticions dels atacs a les notícies i aprenen la veritable raó per la qual van ser aterrats ("Lead Us Out of the Night"). Els viatgers espantats i solitaris intenten desesperadament contactar amb les seves famílies i pregar pels seus éssers estimats, mentre els habitants de la ciutat treballen tota la nit per ajudar-los de totes les maneres que poden ("Phoning Home / Costume Party"). Els viatgers es sorprenen inicialment per la poca hospitalitat dels seus amfitrions, però lentament deixen caure els seus guàrdies i comencen a vincular-se amb els peculiars ciutadans i amb els altres. Els "illencs" de Gander i de les ciutats dels voltants obren les seves cases als "avions", independentment de la raça dels seus hostes, nacionalitat o orientació sexual. Dues dones, Beulah (de Gander) i Hannah (de Nova York), es relacionen pel fet que els seus dos fills són bombers, però el fill de Hannah està desaparegut ("I Am Here"). Hannah demana a Beulah que la porti a una església catòlica i diversos personatges es dirigeixen a altres cases de culte de la ciutat ("Prayer").
Per alleujar la por creixent i les tensions creixents ("On The Edge"), es convida als passatgers a iniciar-se com a honoraris Newfoundlanders al bar local ("Heave Away / Screech In"). No obstant això, la gravetat dels atacs continua establint-se a mesura que l'espai aeri dels EUA es torna a obrir. Un pilot sorprenent, Beverley Bass, comenta com la seva visió optimista del món ha canviat de sobte ("Me and the Sky"). Mentre una parella de passatgers comença a desenvolupar un romanç malgrat el terrible que els va reunir ("Stop the World"), una altra parella veu com la seva llarga relació es desfà sota l'estrès de l'esdeveniment.
Mentre els passatgers i la tripulació volen cap a casa seva, intercanvien alegrement històries de la immensa bondat i generositat que els van mostrar els desconeguts de Terranova en el seu moment de necessitat ("Somewhere in the Middle of Nowhere"), però no abans el viatger musulmà, davant dels prejudicis creixents dels seus companys de passatgers, és sotmès a una humiliant recerca corporal abans d'embarcar. Els habitants de Gander tornen a la vida normal, però comenten com de buida sembla ara la seva ciutat i que diferent és el món. Els passatgers i el personal de les companyies aèries que tornen als Estats Units s'enfronten a l'horror de les seqüeles dels atacs, inclosa Hannah, que s'assabenta que el seu fill bomber va perdre la vida durant els esforços de rescat ("Something's Missing").
Deu anys més tard, la tripulació i els passatgers (els "vinguts de lluny"/ "come from away") dels avions un cop encallats es reuneixen a Gander, aquesta vegada per elecció, per celebrar les amistats de tota la vida i les fortes connexions que van formar malgrat els atacs terroristes ("Finale"). Com professa l'alcalde Claude: "Aquesta nit honrem el que s'ha perdut, però també commemorem el que hem trobat".

## Personatges i repartiments
| Character                         | La Jolla (2015)       | Seattle (2015)    | Washington D.C. (2016) | Toronto (2016)    | Broadway (2017)   | Winnipeg/Toronto (2018) | North American tour (2018) | Dublin (2018)        | West End (2019)      | Australian tour (2019) |
| --------------------------------- | --------------------- | ----------------- | ---------------------- | ----------------- | ----------------- | ----------------------- | -------------------------- | -------------------- | -------------------- | ---------------------- |
| Garth, Kevin Tuerff i d'altres    | Chad Kimball          | Chad Kimball      | Chad Kimball           | Chad Kimball      | Chad Kimball      | Jack Noseworthy         | Andrew Samonsky            | David Shannon        | David Shannon        | Doug Hansell           |
| Annette, Beverley Bass i d'altres | Jenn Colella          | Jenn Colella      | Jenn Colella           | Jenn Colella      | Jenn Colella      | Eliza-Jane Scott        | Becky Gulsvig              | Rachel Tucker        | Rachel Tucker        | Zoe Gertz              |
| Claude Elliott i d'altres         | Joel Hatch            | Joel Hatch        | Joel Hatch             | Joel Hatch        | Joel Hatch        | George Masswohl         | Kevin Carolan              | Clive Carter         | Clive Carter         | Richard Piper          |
| Bob i d'altres                    | Rodney Hicks          | Rodney Hicks      | Rodney Hicks           | Rodney Hicks      | Rodney Hicks      | Kevin Vidal             | James Earl Jones II        | Nathanael Campbell   | Nathanael Campbell   | Kolby Kindle           |
| Ali, Kevin Jung i d'altres        | Caesar Samayoa        | Caesar Samayoa    | Caesar Samayoa         | Caesar Samayoa    | Caesar Samayoa    | Ali Momen               | Nick Duckart               | Jonathan Andrew Hume | Jonathan Andrew Hume | Nicholas Brown         |
| Janice Mosher i d'altres          | Allison Spratt Pearce | Kendra Kassebaum  | Kendra Kassebaum       | Kendra Kassebaum  | Kendra Kassebaum  | Steffi DiDomenicantonio | Emily Walton               | Emma Salvo           | Emma Salvo           | Sarah Morrison         |
| Bonnie Harris i d'altres          | Petrina Bromley       | Petrina Bromley   | Alyssa Wilmoth Keegan  | Petrina Bromley   | Petrina Bromley   | Kristen Peace           | Megan McGinnis             | Mary Doherty         | Mary Doherty         | Kellie Rode            |
| Oz Fudge i d'altres               | Geno Carr             | Eric Ankrim       | Geno Carr              | Geno Carr         | Geno Carr         | Cory O'Brien            | Harter Clingman            | Harry Morrison       | Harry Morrison       | Simon Maiden           |
| Doug, Nick Marson i d'altres      | Lee MacDougall        | Lee MacDougall    | Lee MacDougall         | Lee MacDougall    | Lee MacDougall    | James Kall              | Chamblee Ferguson          | Robert Hands         | Robert Hands         | Nathan Carter          |
| Hannah O'Rourke i d'altres        | Q. Smith              | Q. Smith          | Q. Smith               | Q. Smith          | Q. Smith          | Saccha Dennis           | Danielle K. Thomas         | Cat Simmons          | Cat Simmons          | Sharriese Hamilton     |
| Diane Gray i d'altres             | Sharon Wheatley       | Sharon Wheatley   | Sharon Wheatley        | Sharon Wheatley   | Sharon Wheatley   | Barbara Fulton          | Christine Toy Johnson      | Helen Hobson         | Helen Hobson         | Katrina Retallick      |
| Beulah Davis i d'altres           | Astrid Van Wieren     | Astrid Van Wieren | Astrid Van Wieren      | Astrid Van Wieren | Astrid Van Wieren | Lisa Horner             | Julie Johnson              | Jenna Boyd           | Jenna Boyd           | Emma Powell            |

### Substitucions notables al repartiment
- Broadway
  - Nick/Doug i d'altres: Jim Walton (des del 13 de novembre de 2018)
  - Beverley i d'altres: Becky Gulsvig (des del 12 de novembre de 2019)
  - Beverley i d'altres: Rachel Tucker (des del 3 de març de 2020)
- Londres
  - Kevin T. i d'altres: David Thaxton (des del 9 de setembre de 2019)
  - Beverley i d'altres: Alice Fearn (des del 10 de febrer de 2020)

## Números musicals
- "Welcome to the Rock" – Claude, Companyia
- "38 Planes"† – Companyia
- "Blankets and Bedding" – Companyia
- "28 Hours / Wherever We Are" – Companyia
- "Darkness and Trees" – Companyia
- "On the Bus" – Companyia
- "Darkness and Trees (Reprise)"† – Companyia
- "Lead Us Out of the Night"† – Companyia
- "Phoning Home"† – Companyia
- "Costume Party" – Diane, Kevin T, Beverley, Hannah, Kevin J, Nick, Bob
- "I Am Here" – Hannah
- "Prayer" – Kevin T, Companyia
- "On the Edge" – Companyia
- "In the Bar/Heave Away"† – Companyia
- "Screech In" – Claude, Companyia
- "Me and the Sky" – Beverley, Dones
- "The Dover Fault" – Nick, Diane
- "Stop the World" – Nick, Diane, Companyia
- "38 Planes (Reprise) / Somewhere in the Middle of Nowhere" – Beverley, Companyia
- "Something's Missing" – Companyia
- "Finale" – Claude, Companyia
- "Screech Out"† – Band

†No apareix al Playbill.

## Recepció de la crítica

### Seattle
Jay Irwin, amb Broadway World, va dir que la producció era "emocionalment transcendent" i "el millor musical que he vist durant tot l'any i possiblement mai".

### Washington, DC
David Gerson, amb DC Metro Theatre Arts, va anomenar l'espectacle "una de les obres d'art més refrescants que he vist durant anys. La partitura pop influenciada pel folk i el country és melòdica i el repartiment la canta". Peter Marks, a la seva ressenya al The Washington Post, va assenyalar que el musical "remou poderosos records de l'11 de setembre ... si la mecànica del llibre es desenvolupa amb massa sucre, la partitura té una vitalitat infecciosa i cruel: especialment bona és un número ambientat en un pub de Gander, coreografiat per Kelly Devine, durant el qual es realitza un ritu d'iniciació local de manera increïble, que inclou l'abraçada d'un bacallà capturat recentment. "

### Toronto
Kelly Nestruck, de The Globe and Mail, va escriure que "el reconfortant musical està a l'altura del bombo" i que "la història accessible, el fort nucli emocional i la magnífica composició de cançons no han de distreure l'originalitat i la intel·ligència d'aquesta joia d'un musical". Robert Cushman del National Post va qualificar la producció d '"excel·lent". Liz Braun, del Toronto Sun, va donar a l'espectacle una crítica perfecta de 5 estrelles, escrivint "Culpa al Canadà: un dia desolador de la història nord-americana s'ha transformat en un musical alegre i emotiu sobre l'esperit humà indomable". Alan Henry de Broadway World va dir: "Riuràs, ploraràs i seràs una persona millor quan surtis del teatre. No et perdis 'Come From Away'."

### Broadway
Ben Brantley, principal crític de teatre del The New York Times, va escriure: "Intenteu, si cal, resistir la tempesta de bona voluntat que surt de "Come From Away", la gran abraçada d'un musical que es va obrir diumenge a la nit al Teatre Gerald Schoenfeld. Però fins i tot els cínics més forts poden tenir problemes per mantenir-se amb els ulls secs durant aquest retrat d'hospitalitat heroica sota una pressió extraordinària". Va concedir a l'espectacle la designació de Critics 'Pick, atorgada a produccions que la crítica creu que tenen un mèrit particular. Joe Dziemianowicz, del New York Daily News, va titllar l'espectacle de "gran cor i agradable per a la gent" i "un recordatori cantant que quan les coses estan en pitjor moment, la gent pot treure el millor de si mateixos". Newsweek va escriure que ""Come From Away "compleix el que fan tots els millors musicals: et porta a un lloc on no sabies que volies anar i fa que no vulguis marxar". Frank Scheck, de The Hollywood Reporter, va titllar el musical de "reconfortant i completament entretingut ... sobretot en aquests temps políticament fràgils". Johnny Oleksinski amb el va escriure que "Tots els novaiorquesos han de veure aquest espectacle", referint-se al musical com "la sorpresa més gran i millor de la temporada de Broadway". Peter Marks, del The Washington Post, va anomenar l'espectacle "un musical efervescent" i "Michael Dale, de Broadway World, va titllar l'espectacle d'un "nou musical inspirador, divertit i divertit" i va dir que "mentre" Come From Away "toqui a Broadway, ho recomano a tothom. Tothom." Steven Suskin, crític teatral de The Huffington Post, va escriure que "" Come From Away "és totalment diferent i del tot captivador, ... valent i nou, inusual i aclaparadorament estranyador del cor". Robert Kahn a la NBC va senyalar la peça "un nou musical digne i sovint divertit" que "troba [s] un angle espiritual respecte a una història horrible, Jennifer Vanasco, a la WNYC va anomenar el show "una carta d'amor: a Terranova, a Nova York, sobre el que la gent pot fer si deixa de banda la por i l'odi. No us ho perdeu".

## Gravació
Una gravació original del repartiment de Broadway es va publicar el 10 de març de 2017 a través de Molly Records. Va assolir el número 82 de la llista Top Current Albums i el número dos de la llista de Cast Albums.

## Premis i nominacions

### Producció original Washington, D.C.
| Any  | Premi             | Categoria                                                         | Nominat                                            | Resultat  |
| ---- | ----------------- | ----------------------------------------------------------------- | -------------------------------------------------- | --------- |
| 2017 | Premi Helen Hayes | Musical destacat: producció de HAYES                              | Musical destacat: producció de HAYES               | Guanyador |
| 2017 | Premi Helen Hayes | Direcció excepcional d'un musical: producció de HAYES             | Christopher Ashley                                 | Guanyador |
| 2017 | Premi Helen Hayes | Actriu de repartiment destacada en un musical: producció de HAYES | Jenn Colella                                       | Guanyador |
| 2017 | Premi Helen Hayes | Actriu de repartiment destacada en un musical: producció de HAYES | Kendra Kassebaum                                   | Nominat   |
| 2017 | Premi Helen Hayes | Actriu de repartiment destacada en un musical: producció de HAYES | Alyssa Wilmoth Keegan                              | Nominat   |
| 2017 | Premi Helen Hayes | Actriu de repartiment destacada en un musical: producció de HAYES | Q. Smith                                           | Nominat   |
| 2017 | Premi Helen Hayes | Actriu de repartiment destacada en un musical: producció de HAYES | Astrid Van Wieren                                  | Nominat   |
| 2017 | Premi Helen Hayes | Actor de repartiment destacada en un musical: producció de HAYES  | Joel Hatch                                         | Nominat   |
| 2017 | Premi Helen Hayes | Actor de repartiment destacada en un musical: producció de HAYES  | Rodney Hicks                                       | Nominat   |
| 2017 | Premi Helen Hayes | Actor de repartiment destacada en un musical: producció de HAYES  | Chad Kimball                                       | Nominat   |
| 2017 | Premi Helen Hayes | Conjunt destacat en un musical: producció de HAYES                | Conjunt destacat en un musical: producció de HAYES | Guanyador |
| 2017 | Premi Helen Hayes | Excepcional coreografia musical: producció de HAYES               | Kelly Devine                                       | Nominat   |
| 2017 | Premi Helen Hayes | Direcció musical excepcional — Producció HAYES                    | Ian Eisendrath                                     | Nominat   |
| 2017 | Premi Helen Hayes | Disseny de so excepcional: producció de HAYES                     | Gareth Owen                                        | Nominat   |

### Producció original de Broadway
| Any  | Premi                                      | Categoria                                                                  | Nominat | Resultat  |
| ---- | ------------------------------------------ | -------------------------------------------------------------------------- | --- | --------- |
| 2017 | Premi Tony                                 | Millor musical                                                             | Millor musical | Nominat   |
| 2017 | Premi Tony                                 | Millor llibret                                                             | Irene Sankoff i David Hein | Nominat   |
| 2017 | Premi Tony                                 | Millor banda sonora                                                        | Irene Sankoff i David Hein | Nominat   |
| 2017 | Premi Tony                                 | Millor actriu de repartiment de musical                                    | Jenn Colella | Nominat   |
| 2017 | Premi Tony                                 | Millor il·luminació                                                        | Howell Binkley | Nominat   |
| 2017 | Premi Tony                                 | Millor direcció de musical                                                 | Christopher Ashley | Guanyador |
| 2017 | Premi Tony                                 | Millor coreografia                                                         | Kelly Devine | Nominat   |
| 2017 | Premi Drama Desk                           | Musical destacat                                                           | Musical destacat | Guanyador |
| 2017 | Premi Drama Desk                           | Actriu destacada en un musical                                             | Jenn Colella | Guanyador |
| 2017 | Premi Drama Desk                           | Director destacat d'un musical                                             | Christopher Ashley | Nominat   |
| 2017 | Premi Drama Desk                           | Coreografia destacada                                                      | Kelly Devine | Nominat   |
| 2017 | Premi Drama Desk                           | Llibre destacat d'un musical                                               | Irene Sankoff i David Hein | Guanyador |
| 2017 | Premi Drama Desk                           | Música destacada                                                           | Irene Sankoff i David Hein | Nominat   |
| 2017 | Premi Drama Desk                           | Lletres destacades                                                         | Irene Sankoff i David Hein | Nominat   |
| 2017 | Premi Drama Desk                           | Orquestracions destacades                                                  | August Eriksmoen | Nominat   |
| 2017 | Premi Drama Desk                           | Disseny de vestuari destacat per a un musical                              | Toni-Leslie James | Nominat   |
| 2017 | Premi Drama League                         | Producció excepcional d'una producció de Broadway o Off-Broadway           | Producció excepcional d'una producció de Broadway o Off-Broadway                                                                       | Nominat   |
| 2017 | Premi Outer Critics Circle                 | Musical de Broadway destacat                                               | Musical de Broadway destacat | Guanyador |
| 2017 | Premi Outer Critics Circle                 | Partitura nova destacada (Broadway o Off-Broadway) (Premi Marjorie Gunner) | Irene Sankoff i David Hein | Nominat   |
| 2017 | Premi Outer Critics Circle                 | Llibre destacat d'un musical (Broadway o Off-Broadway)                     | Irene Sankoff i David Hein | Guanyador |
| 2017 | Premi Outer Critics Circle                 | Director destacat d'un musical                                             | Christopher Ashley | Guanyador |
| 2017 | Premi Outer Critics Circle                 | Coreògraf destacat                                                         | Kelly Devine | Nominat   |
| 2017 | Premi Outer Critics Circle                 | Actriu de repartiment destacada en un musical                              | Jenn Colella | Guanyador |
| 2017 | Premi Outer Critics Circle                 | Disseny de so excepcional (teatral o musical)                              | Gareth Owen | Guanyador |
| 2017 | Premi Chita Rivera per Dança i Coreografia | Conjunt destacat en un espectacle de Broadway                              | Conjunt destacat en un espectacle de Broadway                                                                                          | Nominat   |
| 2017 | Premi Chita Rivera per Dança i Coreografia | Coreografia excepcional en un espectacle de Broadway                       | Kelly Devine | Nominat   |
| 2018 | Premis Grammy                              | Millor àlbum de teatre musical                                             | Ian Eisendrath, August Eriksmoen, David Hein, David Lai & Irene Sankoff (productors); David Hein & Irene Sankoff (compositor/letrista) | Nominat   |

### Producció original del West End (2019)
| Any  | Premi                   | Categoria                                           | Nominat                                                                               | Resultat  |
| ---- | ----------------------- | --------------------------------------------------- | ------------------------------------------------------------------------------------- | --------- |
| 2019 | Premis Laurence Olivier | Millor Musical                                      | Millor Musical                                                                        | Guanyador |
| 2019 | Premis Laurence Olivier | Millor Banda Sonora Original o Noves Orquestracions | David Hein, Irene Sankoff, Ian Eisendrath, August Eriksmoen, Alan Berry, and the band | Guanyador |
| 2019 | Premis Laurence Olivier | Millor Actor en un Paper de Repartiment de Musical  | Clive Carter                                                                          | Nominat   |
| 2019 | Premis Laurence Olivier | Millor Actor en un Paper de Repartiment de Musical  | Robert Hands                                                                          | Nominat   |
| 2019 | Premis Laurence Olivier | Millor Actriu en un Paper de Repartiment de Musical | Rachel Tucker                                                                         | Nominat   |
| 2019 | Premis Laurence Olivier | Millor Il·luminació                                 | Howell Binkley                                                                        | Nominat   |
| 2019 | Premis Laurence Olivier | Millor So                                           | Gareth Owen                                                                           | Guanyador |
| 2019 | Premis Laurence Olivier | Millor Director                                     | Christopher Ashley                                                                    | Nominat   |
| 2019 | Premis Laurence Olivier | Millor Coreògraf teatral                            | Kelly Devine                                                                          | Guanyador |

## Adaptació cinematogràfica
El 15 de novembre de 2017 es va anunciar que The Mark Gordon Company produiria una adaptació del llargmetratge del musical, amb Sankoff i Hein escrivint el guió i amb Christopher Ashley com a director.